# Agostino Richelmy
Agostino Richelmy (29 de novembro de 1850 - 10 de agosto de 1923) foi um cardeal italiano da Igreja Católica que serviu como arcebispo de Turim de 1897 até sua morte, e foi elevado ao cardinalato em 1899.

## Biografia

### Início da vida e educação
Nascido em Turim , Agostino Richelmy recebeu sua Confirmação em 13 de agosto de 1857 e depois se juntou aos Voluntários Garibaldianos na Guerra de 1866 , vestindo sua camisa vermelha sob sua batina por anos depois.  Ele participou Liceo classico Cavour e estudou no seminário de Turim, de onde obteve seu doutorado em teologia em 18 de maio de 1876. Ele foi ordenado ao sacerdócio em 25 de Abril 1873 e terminou seus estudos três anos depois. Dentro da Arquidiocese de Turim , Richelmy ensinou no seu seminário, serviu comoexaminador sinodal , e foi um cânone do capítulo da catedral .

### Episcopado
Em 7 de junho de 1886, foi nomeado bispo de Ivrea pelo papa Leão XIII . Richelmy recebeu sua consagração episcopal no dia 28 de outubro do cardeal Gaetano Alimonda , com os bispos Davide Riccardi e Giovanni Bertagna servindo como co-consagradores . Mais tarde ele foi nomeado Arcebispo de Turim em 18 de setembro de 1897.

### Cardinalizado
Papa Leão XIII Nomeado Priest cardinal de Sant'Eusebio no consistório de 18 de Junho de 1899. Depois de participar do conclave papal 1903 , de Richelmy igreja cardinalícia foi transferido para Santa Maria in Via em 27 de novembro de 1911. Ele foi um dos cardeais eleitores na conclave de 1914 , e também na de 1922 , que selecionou respectivamente o Papa Bento XV e o Papa Pio XI . Em 1915, quando a Itália entrou na Primeira Guerra Mundial , Richelmy organizou padres para o serviço como exército capelães nas montanhas de Trentino , onde eles esculpiram altares de neve e disseram que a massa em temperaturas abaixo de zero. 
O cardeal morreu em Turim, aos 72 anos. Ele foi inicialmente sepultado na capela do clero no cemitério de Turim, mas seus restos mortais foram transferidos em 1927 para o Santuario della Consolata , onde eles estão em um sarcófago de mármore rosa.
Richelmy sucedeu Davide Riccardi, que ajudou na consagração episcopal do primeiro, como bispo de Ivrea e arcebispo de Turim.